# Hirtniemi
Hirtniemi är en udde i Finland. Den ligger i Padasjoki i landskapet Päijänne-Tavastland, i den södra delen av landet, 130 km norr om huvudstaden Helsingfors.
Terrängen inåt land är platt. Runt Hirtniemi är det glesbefolkat, med 14 invånare per kvadratkilometer. Närmaste större samhälle är Padasjoki, 6,5 km väster om Hirtniemi. 